# 穆罕默德·谢胡
穆罕默德·伊斯梅尔·谢胡（1913年1月10日—1981年12月17日），阿尔巴尼亚政治家，1954年到1981年担任部长会议主席（政府首脑），是仅次于第一书记恩維爾·霍查的第二号人物。
早期领导阿尔巴尼亚共产党游击队投身阿尔巴尼亚反法西斯民族解放战争，亲自组建了第一突击旅和阿尔巴尼亚民族解放军第一师，在阿尔巴尼亚解放战争中立有卓越战功。他与任阿尔巴尼亚劳动党第一书记的恩维尔·霍查在阿尔巴尼亚社会主义人民共和国建国后共享权力，霍查在1954年辞去部长会议主席职务，由谢胡接任。
谢胡由于与霍查政见相左，根据阿尔巴尼亚政府官方的来源，1981年12月17日谢胡自杀后，整个家族（他的妻子、儿子和其他的亲戚）被逮捕并囚禁，谢胡被指责为“最危险的叛徒和国家的敌人” 。

## 生平
谢胡生于阿尔巴尼亚南部地区马拉卡斯特的乔罗什村一个托斯克穆斯林伊玛目家庭。1932年毕业于由美国红十字会创建的地拉那阿尔巴尼亚职业高中，他的专业是农业，在农业部就业并设法获得奖学金进入意大利那不勒斯军事学院。1936年他因他的亲共反法西斯和反索古王朝专制的言行，被逐出学校，回国后入狱，又获得同情进入地拉那军官学校。1937年加入西班牙共产党，参加保卫西班牙第二共和国的国际纵队，任第12国际旅（加里波第旅）第4营营长。1939年战败之后随国际纵队撤到法国，再次被捕，他被囚禁在在法国的一个拘留营，后来被转移到一个意大利拘留营，在拘留营中加入了意大利共产党。

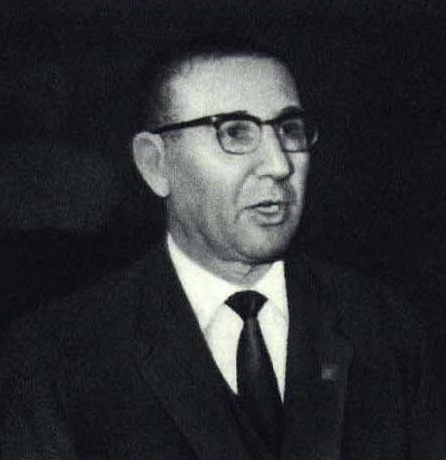
1966年的穆罕默德·谢胡

1942年，他回到了被意大利占领的阿尔巴尼亚，加入了阿尔巴尼亚共产党，1943年他当选阿尔巴尼亚共产党中央委员会候补委员，任发罗拉州委委员、州委组织书记。1943年8月，由于他的军事经验，他迅速上升为指挥官，担任民族解放军第一突击旅旅长。1944年到1945年，他当选为反法西斯民族解放委员会（临时政府）成员。
在阿尔巴尼亚从德国占领下解放后（1944年11月），谢胡升任人民军副总参谋长，少将军衔，并赴莫斯科“伏罗希洛夫”高等军事学院学习。1946年回国后任人民军总参谋长，在阿尔巴尼亚解放战争中立有卓越战功，先后晋升为中将（1949年）和上将。
1948年11月，谢胡当选为阿尔巴尼亚劳动党（1948年阿共产党改名阿劳动党）中央委员和中央政治局委员，1948年到1953年，他任中央政治局委员、部长会议副主席兼内务部长（秘密警察首脑），1954年到1981年接任恩维尔·霍查的部长会议主席职务，1974年10月至1980年4月兼国防部长，也曾兼任过司法部长和警察总长。

## 强硬路线者
第二次世界大战期间，谢胡赢得残酷无情的名声。在他的命令下，大多数阿尔巴尼亚北部山区不願放棄奉行“卡努"傳統保守習俗的部落首领被处决。
谢胡作为部长会议主席（总理），被认为是劳动党第一书记恩维尔·霍查的左右手，在阿尔巴尼亚为第二个最重要的领导人。据称，1981年谢胡反对恩维尔·霍查的孤立主义，而被指控是一个南斯拉夫间谍。

## 自杀
1981年12月17日，他被发现死在地拉那他的卧室裡，头部有枪伤。根据官方的声明（12月18日），他由于神经崩溃而自杀。
谢胡自杀以后，霍查当局当即逮捕了谢胡的部分家属和同党，判处谢胡夫人以“外国间谍”罪，判有期徒刑25年，谢胡的弟弟，阿尔巴尼亚空军党委书记杜洛·谢胡跳楼自杀，2个儿子也被分别处以15年和10年有期徒刑。另一个儿子触电自杀。霍查当局极力地试图抹去谢胡在阿尔巴尼亚的影响力，没有为他发表讣告，也没有为他默哀，谢胡被宣布是一个“人民的敌人”，葬在地拉那以西15公里处的德洛奇村的埃尔赞河畔一个荒废的村庄Ndroq附近。共产主义垮台后，1991年谢胡的小儿子巴什基姆从监狱被释放，开始寻求他的父亲的遗体。2001年11月19日遗体被发现并挖掘出来，移葬到地拉那沙拉公墓。

### 引用
1. 1 2  Europe since 1945: an encyclopedia, Volume 1 Author Bernard A. Cook Publisher Taylor & Francis, 2001 ISBN 0-8153-4058-3, ISBN 978-0-8153-4058-4
2. ↑  Albania as dictatorship and democracy: from isolation to the Kosovo War, 1946-1998 Volume 3 of Albania in the Twentieth Century: A History, Owen Pearson Volume 3 of Albania and King Zog, Owen Pearson Author Owen Pearson Edition illustrated Publisher I.B.Tauris, 2006 ISBN 1-84511-105-2, ISBN 978-1-84511-105-2